# Duesaigües
Dosaiguas (Duesaigües) là một đô thị trong ‘‘comarca’’ Baix Camp, tỉnh Tarragona, cộng đồng tự trị Catalonia, Tây Ban Nha. Dân số năm 2006 là 211 người,